# Rubén Vergés
Rubén Vergés Fruitós (Barcelona, 11 de marzo de 1987) es un deportista español que compitió en snowboard, especialista en la prueba de halfpipe.
Participó en los Juegos Olímpicos de Vancouver 2010, ocupando el 31.er lugar en el halfpipe.